# Washford Pyne
Washford Pyne is een civil parish in het bestuurlijke gebied Mid Devon, in het Engelse graafschap Devon. In 2001 telde het civil parish 108 inwoners. Washford Pyne komt in het Domesday Book (1086) voor als 'Waford' / 'fort'.